# Eduardo Vélez (Bogenschütze)
Luis Eduardo Vélez Sánchez (* 26. Juli 1986 in Guadalajara, Jalisco) ist ein mexikanischer Bogenschütze.

## Werdegang
Eduardo Vélez ist der Enkel von José Almanzor.
Bei den Panamerikanischen Spielen 2007 in Rio de Janeiro gewann Vélez im Mannschaftswettbewerb die Bronzemedaille. Vier Jahre später holte er bei den Panamerikanischen Spielen 2011 in seiner Heimatstadt Guadalajara mit der mexikanischen Mannschaft Silber.
Vélez nahm im Rahmen der Olympischen Sommerspiele 2008 in Peking zum ersten Mal an Olympischen Spielen teil und startete dort im Einzelwettbewerb, wo er jedoch durch eine Niederlage gegen Vic Wunderle direkt in der ersten Runde der Gruppenphase ausschied. Vier Jahre später startete er bei den Olympischen Sommerspielen 2012 in London erneut für Mexiko, wo er im Einzelwettbewerb in der zweiten Runde gegen Dai Xiaoxiang verlor und ausschied. Im Mannschaftswettbewerb kam Vélez zusammen mit Luis Álvarez und Juan René Serrano nach Siegen über Malaysia und Frankreich bis ins Halbfinale, wo sie dann jedoch mit 219:224 gegen Südkorea verloren und damit den vierten Platz belegten.
Eduardo Vélez gewann zusammen mit Aída Román am 7. September 2014 durch einen Sieg im Finale über die Schweiz den Weltcup 2014 im Mixed-Team.
Eduardo Vélez lebt derzeit in seiner Heimatstadt Guadalajara.